# Dirk Ofner
Dirk Ofner (* 30. Juli 1963 in Kassel; † 30. November 2008 in Salzburg) war ein österreichischer Schriftsteller und lebte in Salzburg. Er war ein Cousin des  Erziehungswissenschaftlers und christlichen Autors Harald Franz Ofner.

## Biografie
Dirk Ofner wurde 1963 in Kassel, Deutschland, geboren. Er absolvierte einen Kulturmanagementlehrgang an der Kunstuniversität Linz und lebte als Kulturmanager, Taxilenker und freier Autor in Salzburg. Er erhielt Reise- und Arbeitsstipendien der österreichischen Bundesregierung sowie der Stadt und des Landes Salzburg.
Zu schreiben begann Ofner bereits während der Schulzeit. 1986 gründete er den Salzburger Literaturstammtisch, aus dem ein Jahr später die Literaturzeitschrift erostepost entstand.
Dirk Ofner starb 2008 in Salzburg.

## Auszeichnungen
- 1990 Rom-Stipendium der österreichischen Bundesregierung
- 1993 Nachwuchsstipendium der österreichischen Bundesregierung
- 1997 Prosapreis der Städte Brixen und Hall (2. Platz)
- 2002 Rauriser Förderungspreis

## Werke
- Einfach leben, Roman, Edition Pangloss, Wels 2002
- Vom Randstein gekehrt, Kurzgeschichten, Arovell Verlag, Gosau 2007